# Gilberto Andrés Romero Pino
Gilberto Andrés Romero Pino (nacido en La Habana el 16 de noviembre de 1948) es un humorista gráfico cubano. Desarrolla las manifestaciones de dibujo humorístico y pintura. Su formación artística es autodidacta.

## Exposiciones personales
Realiza varias exposiciones personales en galerías y salones de la provincia Habana Cuba.
1991	International Biennial Of Humor	San Antonio de los Banos	Havana, Cuba
1991	Cuban Drawing Exhibition	Municipal library	Sao Paulo, Brasil
1991	The Third International Cartoon Exhibition	Kiev	Ukrania
1991	10 Years Of International Awards Of Cuban Caricature	Wilfredo Lam Center	Havana, Cuba
1990	International Cartoon Exhibition	Vladivostock	Russia
1990	1st International Cartoon Festival	Budapest	Hungary
1990	Euro Cartonale		Belgium
1989	International Biennial Of Humor	San Antonio de los Banos	Havana, Cuba
1988	International Bienal Of Humor	Gabrovo	Bulgary
1987	International Biennial Of Humor	San Antonio de los Banos	Havana, Cuba
1987	Artists Awarded National Salon 	Havana, Cuba	Havana, Cuba
1987	Eduardo Abela Salon	San Antonio de los Banos	Havana, Cuba
1987	Cuban Paintings And Drawings	Rustok	Germany 
1987	UNEAC Salon	Cuba Pavilion	Havana, Cuba
1987	International Symposium Of Humor	Kagoshima	Japan
1986	7th Yomiuri International Cartoon Contest	Tokyo	Japan
1985	International Biennial Of Humor	San Antonio de los Banos	Havana, Cuba
1985	Eduardo Abela Salon	San Antonio de los Banos	Havana, Cuba
1983	International Biennial Of Humor	San Antonio de los Banos	Havana, Cuba
1983	Cartoon National Salon	Havana, Cuba	Havana, Cuba
1982	Living Landscape National Salon	Bellas Artes National Museum	Havana, Cuba
1981	International Biennial Of Humor	San Antonio de los Banos	Havana, Cuba
1979	International Biennial Of Humor	San Antonio de los Banos	Havana, Cuba
1974-1978	National Salon Of Young Artist	Bellas Artes National Museum	Havana, Cuba
1973	National Salon Of Humor “Chispa Joven”	Galiano Art Gallery	Havana, Cuba
1997	Personal Exhibition	Juan David Gallery	Havana, Cuba
1992	10 Years Of International Awards Of Cuban Humor	Mexico City	Mexico

## Exposiciones colectivas
Participa de forma colectiva en muestras como la "I Bienal Internacional de Dibujo Humorístico y Gráfica Militante". Círculo de Artesanos, San Antonio de los Baños, La Habana, Cuba. 1979. II, III, IV, V y VI "Bienal Internacional del Humor" , San Antonio de los Baños, La Habana, Cuba. En la 7th. Y 9th. " International Cartoon Contest". Yomiuri Shimbum. Tokio, Japón.

## Premios
Obtuvo en 1983 el Premio del Ministerio de Cultura. III Bienal Internacional de Humorismo, Círculo de Artesanos, San Antonio de los Baños, La Habana, Cuba. en 1984 el Gran Premio. I Salón Provincial de Artes Plásticas “Eduardo Abela”, Galería de Arte “Eduardo Abela”, La Habana, Cuba. Así como la Mención de Honor. 7th International Cartoon Contest. Yomiuri Shimbum, Tokio, Japón. En 1986. Premio. II Salón “Eduardo Abela”, Galería de Arte Eduardo Abela, San Antonio de los Baños, La Habana, Cuba, entre otros.

## Colecciones
Sus principales colecciones se encuentran expuestas en Casa del Humor y la Sátira, Gabrovo, Bulgaria. Museo del Humor, San Antonio de los Baños, La Habana, Cuba
- Datos: Q5561352